# 잉저우구

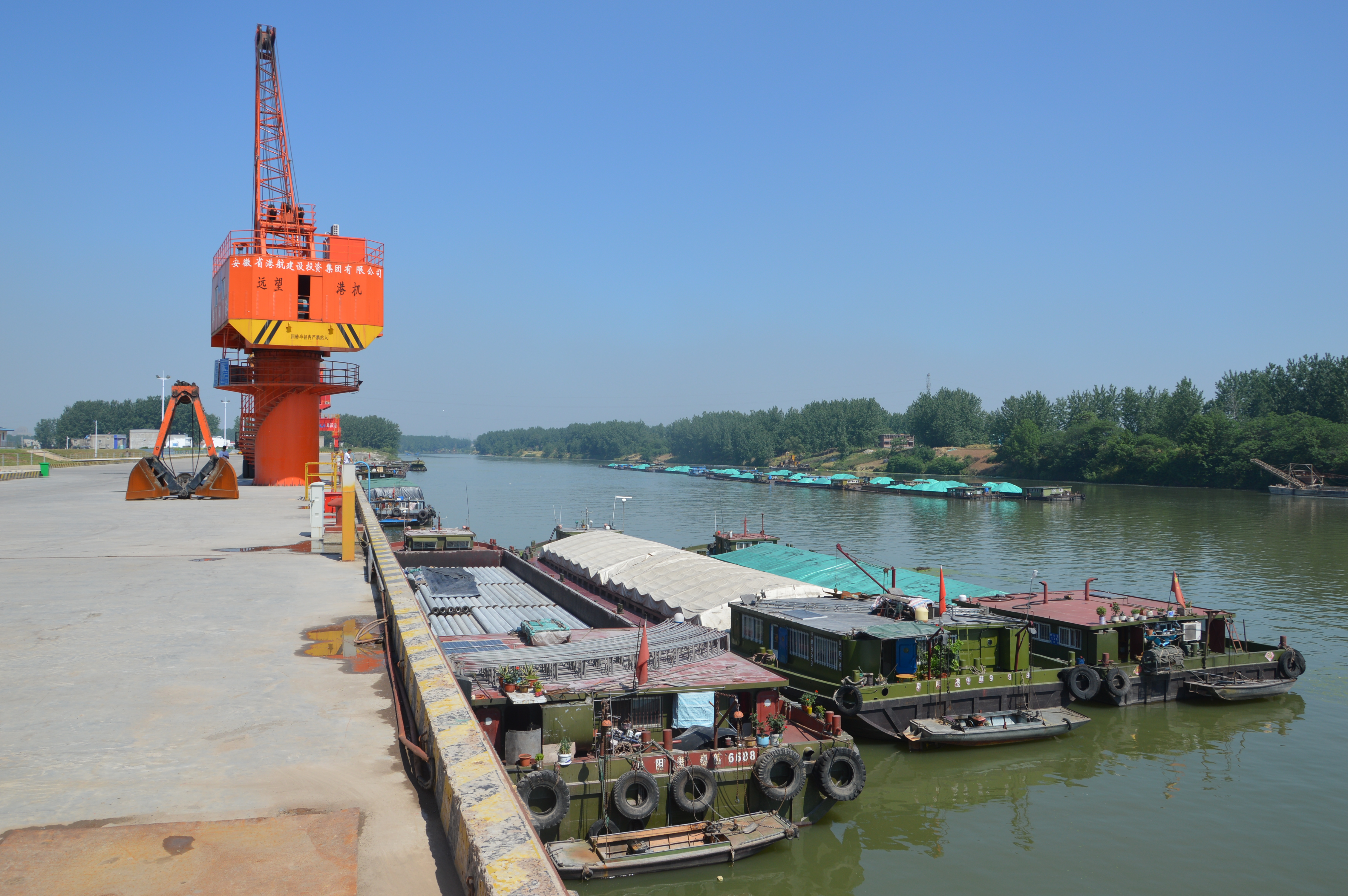

잉저우구(한국어: 영주구, 중국어: 颍州区, 병음: Yǐngzhōu Qū)는 중화인민공화국 안후이성 푸양 시의 현급 행정구역이다. 넓이는 496km2이고, 인구는 2007년 기준으로 700,000명이다.

## 행정 구역
5개 가도, 7개 진, 1개 향을 관할한다.
- 가도: 鼓楼街道, 文峰街道, 清河街道, 颍西街道, 西湖景区街道.
- 진: 王店镇, 程集镇, 三合镇, 西湖镇, 九龙镇, 三十里铺镇, 袁集镇.
- 향: 马寨乡.